# Hauk-Klasse
Die Hauk-Klasse war ein Klasse von vierzehn Flugkörperschnellbooten der norwegischen Marine, die von 1979 bis 2008 in Dienst stand.

## Allgemeines
Die 1979 bis 1980 in Dienst gestellten Boote, bildeten die Küstenverteidigungsflottille der norwegischen Marine und hatten die Aufgabe, die zerklüftete Küste Norwegens zu schützen. Hauk bedeutet auf Norwegisch „Habicht“.
Die Klasse wurde mehrfach modernisiert, zuletzt 2004. Dabei kamen zusätzlich drei schwere Maschinengewehre und zwei Flugabwehrraketen vom Typ Mistral an Bord, außerdem wurden sie mit verbesserten Datenfunksystemen ausgerüstet, die Pinguin Flugkörper wurden aufgerüstet und die Navigationsanlage modernisiert. Diese wurden auch als Super-Hauk bezeichnet.
Die norwegische Marine stationierte 2003 vier Boote des 21. Schnellbootgeschwaders im spanischen Cádiz zur Anti-Terror-Patrouille im Rahmen der Aktion Active Endeavour an der Straße von Gibraltar.
Seit 2006 sind die vier Boote des 22. Schnellbootgeschwaders für die UNIFIL II-Mission vor der Küste Libanons im Einsatz.
Im Rahmen der Einführung der Skjold-Klasse wurden alle Boote der Storm- und Hauk-Klasse außer Dienst gestellt.

## Einheiten
- Hauk P986, (1977–2008)
- Ørn P987, (1979–2008)
- Terne P988, (1979–2008)
- Tjeld P989, (1979–2008)
- Skarv P990, (1979–2008)
- Teist P991, (1979–2008)
- Jo P992, (1979–2008)
- Lom P993, (1980–2008)
- Stegg P994, (1980–2008)
- Falk P995, (1980–2008)
- Ravn P996, (1980–2008)
- Gribb P997, (1980–2008)
- Geir P998, (1980–2008)
- Erle P999, (1980–2008)